# Sojuz TM-8
Sojuz TM-8 – radziecka załogowa misja kosmiczna, stanowiąca ósmą ekspedycję na stację kosmiczną Mir. Po raz pierwszy w historii, powierzchnię pojazdu pokrywały reklamy.
Start z kosmodromu Bajkonur w Kazachstanie odbył się 5 września 1989. Załogę stanowili Aleksandr Wiktorienko i Aleksandr Sieriebrow. Po dwóch dniach statek przycumował do Mira.  Pięć dni później przeprowadzono korektę orbity stacji kosmicznej za pomocą silnika statku Progress M. Kolejne korekcje orbity Mira przeprowadzono w dniach 13 i 17 października oraz 21 listopada 1989 roku.  
Podczas dokowania ze stacją, automatyczny system Kurs zawiódł cztery metry przed połączeniem. Wiktorienko przerwał manewr, wycofał pojazd na odległość 20 metrów i przeprowadził dokowanie ręcznie. Kapsuła spędziła na orbicie 166 dni.
29 września kosmonauci zmodyfikowali system dokowania stacji, aby przygotować ją na przyjęcie modułu Kwant-2 o masie 20 ton.
30 września Słońce wystrzeliło bardzo silną flarę. Obawiano się, że kosmonauci mogą jednorazowo otrzymać dawkę promieniowania wielokrotnie przekraczającą normy. Ostatecznie promieniowanie nie przekroczyło dopuszczalnej normy, którą załoga otrzymała po dwutygodniowym pobycie w kosmosie.